# Watteau-Falte

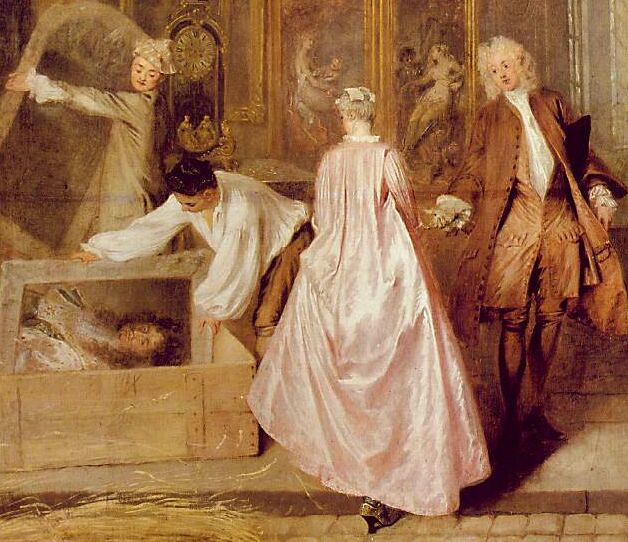
Antoine Watteaus L'Enseigne de Gersaint (1720) mit der Watteau-Falte auf dem Rücken der dargestellten Figur

Die Watteau-Falte stellt innerhalb der Kunstgeschichte den Begriff zur Beschreibung der Gesamtheit der Rückenfalten dar, die die Contouche (Robe à la française) im 18. Jahrhundert kennzeichnen. Sie wurde nach dem französischen Maler Antoine Watteau benannt.

## Beschreibung
Innerhalb der Kunstgeschichte und der allgemeinen Geschichtswissenschaft wurde dieser Teil des Kleidungsstücks der Contouche nach dem Rokoko-Maler Antoine Watteau, der in zahlreichen Gemälden Contouchen darstellte, benannt. Sein Werk L’Enseigne de Gersaint (1720) zeigt unter anderem ein berühmtes Beispiel für Watteau-Falten, das heute immer wieder zur Verdeutlichung des Begriffs verwendet wird.
Watteaufalten entstanden dadurch, dass das Rückenteil des Kleides sehr viel breiter geschnitten wurde als der Rücken der Trägerin, und dann in bestimmter Weise auf die eigentliche Rückenbreite gefaltet. Die Falten wurden entweder nur an der Oberkante von einer aufgesetzten Blende gehalten oder entlang der äußeren Faltenbrüche eine Handbreit abwärts auf dem Futter festgeheftet. Darunter hängen sie frei und gehen in eine kleine Schleppe über.
Die Contouche und mithin die Watteaufalten gehören zur französischen Mode des Früh- und Hochrokokos. Im letzten Drittel des 18. Jahrhunderts setzte sich demgegenüber die englische Mode durch, in der sich die am Rücken anliegenden Falten des Manteaus erhalten hatten und die zudem auch ein glattes Rückenteil ohne Falten entwickelt hatte. Watteau-Falten wurden dadurch allmählich seltener und verschwanden im Verlauf der 1780er Jahre fast ganz. Zuletzt wurden Watteau-Falten vom glatt anliegenden Rückenteil gesondert geschnitten (Robe à la piémontaise).